# Ulf Friberg
Ulf Sven Friberg, född 4 oktober 1962 i Nässjö församling, Jönköpings län, är en svensk skådespelare, manusförfattare och film- och teaterregissör.

## Biografi
Friberg började följa med en kamrat på kvällsteaterkurs och tog tjänstledigt vid elfirman han arbetade vid för att studera vid teaterlinjen på Wendelsbergs folkhögskola. Han fortsatte studierna vid scenskolan i Malmö 1986-1989. Därefter engagerades han 1990 vid  Stockholms Stadsteaters fasta ensemble där han bl.a. medverkat i Polly Ester Show och Rekviem. Han har varit engagerad vid Orionteatern och Folkteatern i Gävleborg. På Dramaten har han medverkat i uppsättningar som Alla mina söner och Kung Lear. Han är även medlem i humorgruppen Clownen luktar bensin.
Friberg filmdebuterade i Hjälten 1990 och spelade den manliga huvudrollen i Jerusalem 1996. Han har setts i TV-produktioner som Kronprinsessan, Upp till kamp och De halvt dolda. För novellfilmen Borta bra vann han den 1 februari 2008 pris för Årets novellfilm vid Göteborgs filmfestival. 2008–2018 spelade han Ek i filmerna om Maria Wern.
1995–1996 belönades han med Teaterförbundets Daniel Engdahl-stipendium.

## Filmografi
- 1990 – Hjälten
- 1990 – Jag skall bli Sveriges Rembrandt eller dö!
- 1992 – Jönssonligan och den svarta diamanten
- 1992 – Blueprint (TV-serie)
- 1992 – Kejsarn av Portugallien (TV-serie)
- 1993 – Hemresa
- 1993 – Mannen på balkongen
- 1994 – Cool
- 1995 – Anmäld försvunnen (TV-serie)
- 1995 – Tre terminer (TV-serie)
- 1996 – Jerusalem
- 1997 – Slutspel
- 1999 – Ett litet rött paket (TV-serie)
- 2000 – I väntan på bruden
- 2000 – Brottsvåg (TV-serie)
- 2000 – Turbulent zon
- 2001 – Syndare i sommarsol
- 2001 – Pusselbitar (TV-serie)
- 2001 – Hurmorlabbet (TV-serie)
- 2002 – Klassfesten
- 2002 – Stora teatern (TV-serie)
- 2002 – Beck – Pojken i glaskulan
- 2003 – Ondskan
- 2003 – Tusenbröder (TV-serie)
- 2004 – Auf Wiedersehen
- 2004 – En familj
- 2004 – Ring kåta Clarissa
- 2004 – Graven (TV-serie)
- 2005 – Lasermannen (TV-serie)
- 2005 – Borkmanns punkt
- 2005 – Bilskroten (manus, regi)
- 2006 – Kronprinsessan (TV-serie)
- 2006 – Fallet G
- 2006 – Wallander – Hemligheten
- 2006 – Exit
- 2007 – Upp till kamp (TV-serie)
- 2008 – Borta bra (regi)
- 2008 – Kungamordet (TV-serie)
- 2008 – Maria Wern - Främmande fågel (TV-serie)
- 2009 – De halvt dolda (TV-serie)
- 2009 – Leka med elden (roll, regi)
- 2009 – Konstnärinnan på avd. 22
- 2010 – Maria Wern - Stum sitter guden (TV-serie)
- 2010 – Maria Wern - Alla de stillsamma döda (TV-serie)
- 2010 – Drottningoffret (TV-serie)
- 2011 – Solsidan (TV-serie)
- 2011 – Maria Wern - Drömmar ur snö
- 2011 – Maria Wern - Må döden sova
- 2011 – Maria Wern - Svart fjäril
- 2011 – Maria Wern - Pojke försvunnen
- 2011 – Stockholm Östra
- 2011 – The Girl with the Dragon Tattoo
- 2012 – Maria Wern - Inte ens det förflutna
- 2012 – Torka aldrig tårar utan handskar (TV-serie)
- 2012 – Hamilton – I nationens intresse
- 2013 – En pilgrims död (TV-serie) – Kjell Göran Hedberg
- 2013 – Fjällbackamorden: Ljusets drottning
- 2013 – Maria Wern - Först när givaren är död
- 2013 – Maria Wern - Drömmen förde dig vilse
- 2014 – Stockholm Stories
- 2015 – Gåsmamman (TV-serie)
- 2016 – Maria Wern – Min lycka är din
- 2016 – Maria Wern – De döda tiger
- 2016 – Maria Wern – Dit ingen når
- 2016 – Maria Wern – Smutsiga avsikter
- 2016 – Gåsmamman (TV-serie)
- 2017–2024 – Gåsmamman (TV-serie)
- 2018 – Maria Wern - Den eld som brinner
- 2018 – Maria Wern - Jord ska du åter vara
- 2018 – De dagar som blommorna blommar (TV-serie)

## Teater

### Roller (ej komplett)
| År   | Roll               | Produktion                      | Regi            | Teater                 |
| ---- | ------------------ | ------------------------------- | --------------- | ---------------------- |
| 1996 | Gitlo              | 900 Oneonta Street David Beaird | Gustaf Elander  | Stockholms stadsteater |
| 1997 | Chris Keller       | Alla mina söner Arthur Miller   | Björn Melander  | Dramaten               |
| 1998 | Stanley Kowalski   | Linje lusta Tennessee Williams  | Rickard Günther | Stockholms stadsteater |
| 2003 | Hertigen av Albany | Kung Lear William Shakespeare   | Stefan Larsson  | Dramaten               |